# Pierre Trouillard de Montferré
Pour les articles homonymes, voir Pierre Trouillard et Trouillard.
Pierre Trouillard, sieur de Montferré, au Mans, d'une ancienne et honorable famille, y exerçait la profession d'avocat vers le milieu du siècle. On croit qu'il mourut en 1666.

## Biographie
Il s'appliqua à l'étude de l'histoire de sa province, et il publia le résultat de ses recherches sous le titre suivant : 
- Mémoire des anciens comtes du Maine, au Mans, Gier-Ollivier, et Paris, J. Libert, 1643, petit in-8°[2].

Ce volume, devenu rare, n'offre pas, pour la Biographie Universelle, l'histoire complète des comtes temporaires, héréditaires et apanagistes du Maine, mais il renferme des documents curieux, intéressants et qui ont été fort utiles aux derniers annalistes de la province.

## Source
« Pierre Trouillard de Montferré », dans Louis-Gabriel Michaud, Biographie universelle ancienne et moderne : histoire par ordre alphabétique de la vie publique et privée de tous les hommes avec la collaboration de plus de 300 savants et littérateurs français ou étrangers, 2e édition, 1843-1865 [détail de l’édition]